# Episodi di Babylon 5 (quarta stagione)
La quarta stagione della serie televisiva Babylon 5 è stata trasmessa su Prime Time Entertainment Network dal 4 novembre 1996 al 27 ottobre 1997.
| nº | Titolo originale                    | Titolo italiano                          | Prima TV USA     | Prima TV Italia  |
| -- | ----------------------------------- | ---------------------------------------- | ---------------- | ---------------- |
| 1  | The Hour of the Wolf                | L'ora del lupo                           | 4 novembre 1996  | 15 febbraio 2002 |
| 2  | Whatever Happened to Mr. Garibaldi? | Che cosa è successo al signor Garibaldi? | 11 novembre 1996 | 16 febbraio 2002 |
| 3  | The Summoning                       | Ricapitolando                            | 18 novembre 1996 | 22 febbraio 2002 |
| 4  | Falling Toward Apotheosis           | A precipizio verso l'Apocalisse          | 25 novembre 1996 | 23 febbraio 2002 |
| 5  | The Long Night                      | La lunga notte                           | 27 gennaio 1997  | 7 marzo 2002     |
| 6  | Into the Fire                       | Nel fuoco                                | 3 febbraio 1997  | 2 marzo 2002     |
| 7  | Epiphanies                          | La fine di Z'ha'dum                      | 10 febbraio 1997 | 15 marzo 2002    |
| 8  | The Illusion of Truth               | L'illusione della realtà                 | 17 febbraio 1997 | 16 marzo 2002    |
| 9  | Atonement                           | Espiazione                               | 24 febbraio 1997 | 24 marzo 2002    |
| 10 | Racing Mars                         | Viaggio verso Marte                      | 21 aprile 1997   | 28 marzo 2002    |
| 11 | Lines of Communication              | Linee di comunicazione                   | 28 aprile 1997   | 29 marzo 2002    |
| 12 | Conflicts of Interest               | La voce della resistenza                 | 5 maggio 1997    | 4 aprile 2002    |
| 13 | Rumors, Bargains and Lies           | Intrighi e bugie                         | 12 maggio 1997   | 5 aprile 2002    |
| 14 | Moments of Transition               | La colonna di fuoco                      | 19 maggio 1997   | 11 aprile 2002   |
| 15 | No Surrender, No Retreat            | La conquista di Proxima 3                | 26 maggio 1997   | 14 aprile 2002   |
| 16 | The Exercise of Vital Powers        | La nuova minaccia delle Ombre            | 2 giugno 1997    | 17 aprile 2002   |
| 17 | The Face of the Enemy               | Il volto del nemico                      | 9 giugno 1997    | 18 aprile 2002   |
| 18 | Intersections in Real Time          | L'interrogatorio                         | 16 giugno 1997   | 19 aprile 2002   |
| 19 | Between the Darkness and the Light  | Tra il buio e la luce                    | 6 ottobre 1997   | 24 aprile 2002   |
| 20 | Endgame                             | La fine del gioco                        | 13 ottobre 1997  | 26 aprile 2002   |
| 21 | Rising Star                         | Una nuova era                            | 20 ottobre 1997  | 3 maggio 2002    |
| 22 | The Deconstruction of Falling Stars | La distruzione delle stelle cadenti      | 27 ottobre 1997  | 12 maggio 2002   |